# Нікосія
Нікосія (грец. Λευκωσία, тур. Lefkoşa, англ. Nicosia) — столиця Республіки Кіпр, у центральній частині острова Кіпр. Населення міста становить 313,4 тисячі мешканців і 84 893 в частині міста, що контролюється ТРПК (станом на 2006 рік). Загалом Нікосія — остання розділена столиця світу.

## Географія
Нікосія розташована в межах великої рівнини в центрі острова Кіпр Месаорія, між гірськими хребтами Троодос і Кіренія. Поблизу міста протікає річка Педіеус.

### Клімат
Місто знаходиться у зоні, котра характеризується кліматом помірних степів та напівпустель. Найтепліший місяць — липень із середньою температурою 28.3 °C (83 °F). Найхолодніший місяць — січень, із середньою температурою 10 °С (50 °F).
| Клімат Нікосії          | Клімат Нікосії | Клімат Нікосії | Клімат Нікосії | Клімат Нікосії | Клімат Нікосії | Клімат Нікосії | Клімат Нікосії | Клімат Нікосії | Клімат Нікосії | Клімат Нікосії | Клімат Нікосії | Клімат Нікосії | Клімат Нікосії |
| Показник                | Січ.           | Лют.           | Бер.           | Квіт.          | Трав.          | Черв.          | Лип.           | Серп.          | Вер.           | Жовт.          | Лист.          | Груд.          | Рік            |
| Абсолютний максимум, °C | 21             | 24             | 31             | 35             | 42             | 40             | 46             | 42             | 41             | 40             | 35             | 24             | 46             |
| Середній максимум, °C   | 14             | 15             | 18             | 23             | 28             | 32             | 36             | 36             | 32             | 27             | 22             | 16             | 25             |
| Середня температура, °C | 9              | 10             | 12             | 16             | 21             | 25             | 28             | 28             | 25             | 20             | 16             | 11             | 18             |
| Середній мінімум, °C    | 5              | 5              | 6              | 10             | 15             | 18             | 20             | 20             | 18             | 14             | 10             | 7              | 12             |
| Абсолютний мінімум, °C  | −3             | −5             | −2             | 0              | 4              | 9              | 11             | 13             | 9              | 4              | −3             | −1             | −5             |
| Норма опадів, мм        | 70             | 50             | 30             | 20             | 20             | 10             | 0              | 0              | 0              | 20             | 40             | 70             | 360            |
| Днів з дощем            | 5              | 4              | 2              | 1              | 2              | 0              | 0              | 0              | 0              | 1              | 3              | 5              | 29             |
| Вологість повітря, %    | 78             | 75             | 70             | 64             | 60             | 54             | 53             | 56             | 59             | 63             | 70             | 77             | 65             |
| ----------------------- | -------------- | -------------- | -------------- | -------------- | -------------- | -------------- | -------------- | -------------- | -------------- | -------------- | -------------- | -------------- | -------------- |
| Джерело: Weatherbase    |                |                |                |                |                |                |                |                |                |                |                |                |                |

## Історія
Заснована близько 7 століття до н. е., названа Ледра, згодом Левкотен. Сучасна назва використовувалась приблизно з 13 століття.
Внаслідок вторгнення турецьких військ 1974 року й подальшого проголошеня Турецької Республіки Північного Кіпру (ТРПК) місто розподілене на дві частини — турецьку і грецьку. Кордон між ними, що охороняється військами ООН, проходить історичним центром міста. Північна (турецька) частина Нікосії є столицею самопроголошеної ТРПК і називається Лефкоша.

## Економіка
Діють підприємства харчової та легкої промисловості. Гончарні ремесла, туризм. Міжнародний аеропорт Нікосія. В місті базується штаб-квартира авіаперевізника Cyprus Airways.

## Освіта
У Нікосії знаходяться найбільші університети країни — Кіпрський університет, Університет Нікосії, Європейський університет Кіпру і Відкритий університет Кіпру.

## Визначні місця
Музеї
- історичний та архівів;
- Музей Кіпру;
- Музей народного мистецтва;
- Лапідарій.

Церкви

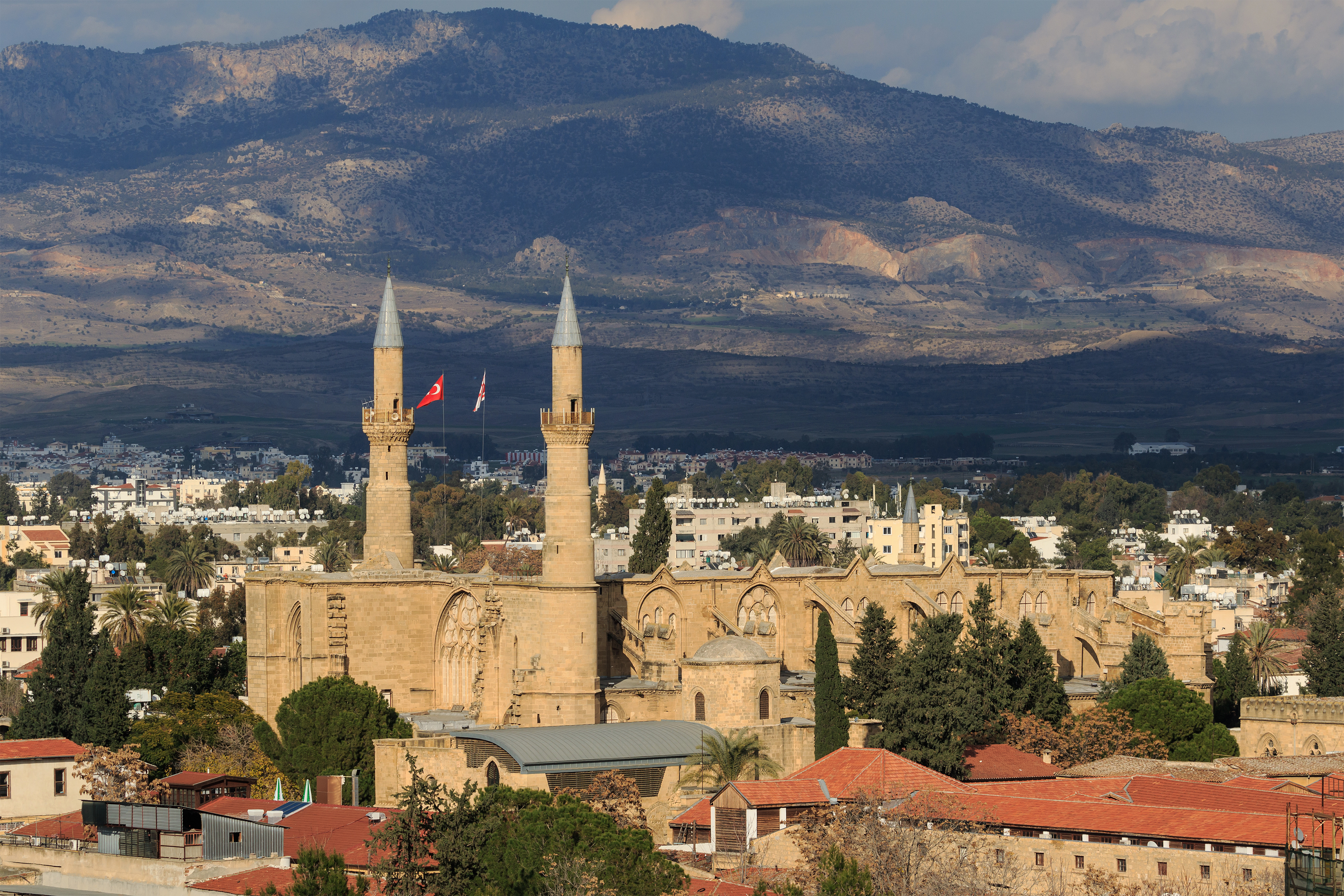
Колишній собор Св. Софії, перетворений на мечеть, у турецькому секторі Нікосії. На передньому плані видно роздільну смугу

- Готичний собор святої Софії (13-14 ст.);
- Богоматері та августинців (обидві приблизно 1330);
- собор святого Іоана (перебудований у 1655);
- цикл розписів — приблизно 1730.

Інші архітектурні об'єкти
- Ансамбль ринку — готична базиліка, розширена у 14-16 ст.;
- «Ворота Фамагусти» (16 ст.);

## Відомі люди
- Тассос Пападопулос — президент Республіки Кіпр в 2003—2008 роках.
- Міхаліс Хатзіянніс — кіпрський і грецький співак і композитор.
- Гіоргос Пападопулос — кіпрський співак.
- Капра Марчело — італійський лікар, учасник Битви при Лепанто.
- Дімітріс Друцас — міністр закордонних справ Греції.
- Гаріс Епамінонда – сучасна кі́прська мультимедійна художниця.

## Галерея

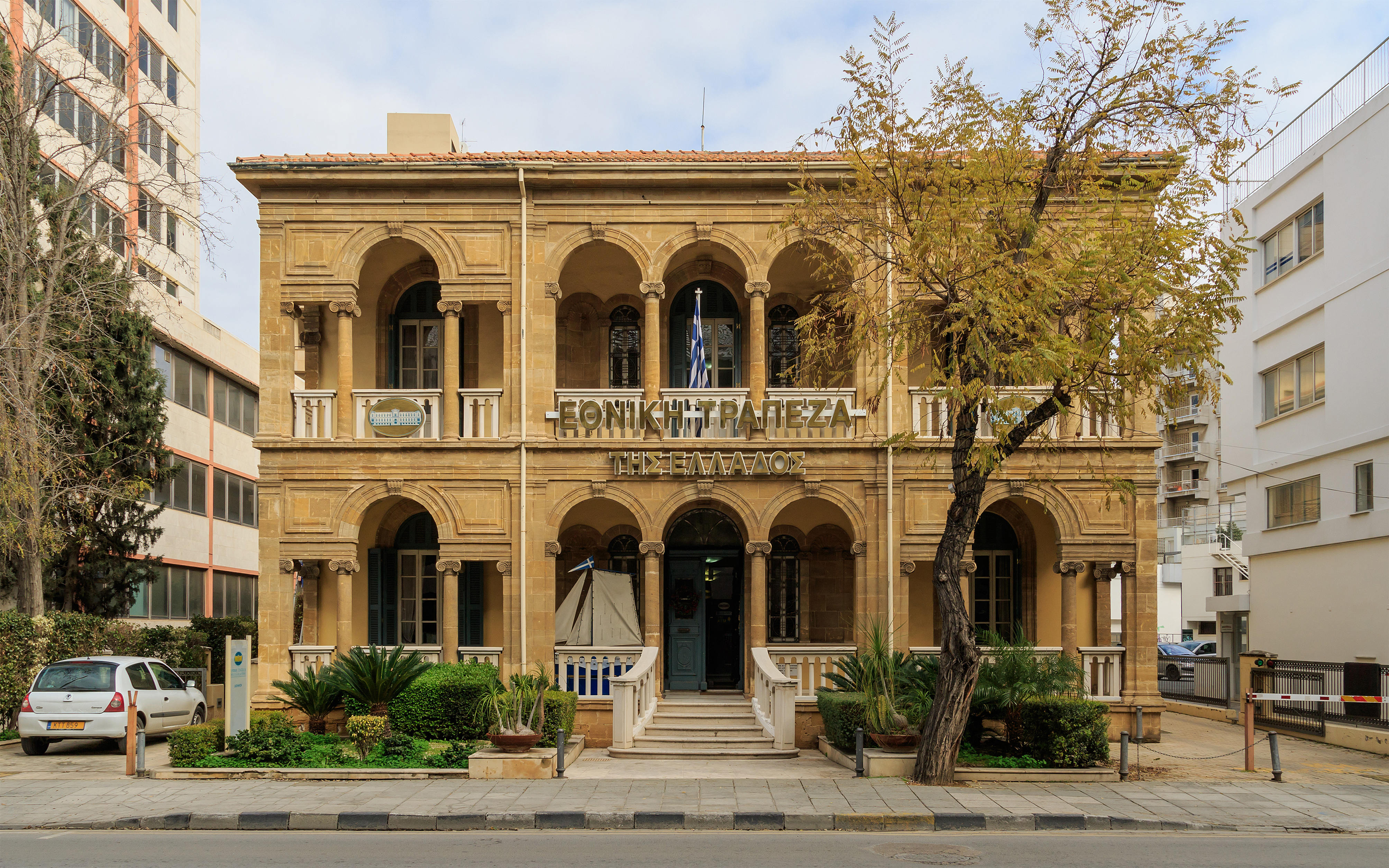
Будинок Національного банку Греції у Нікосії
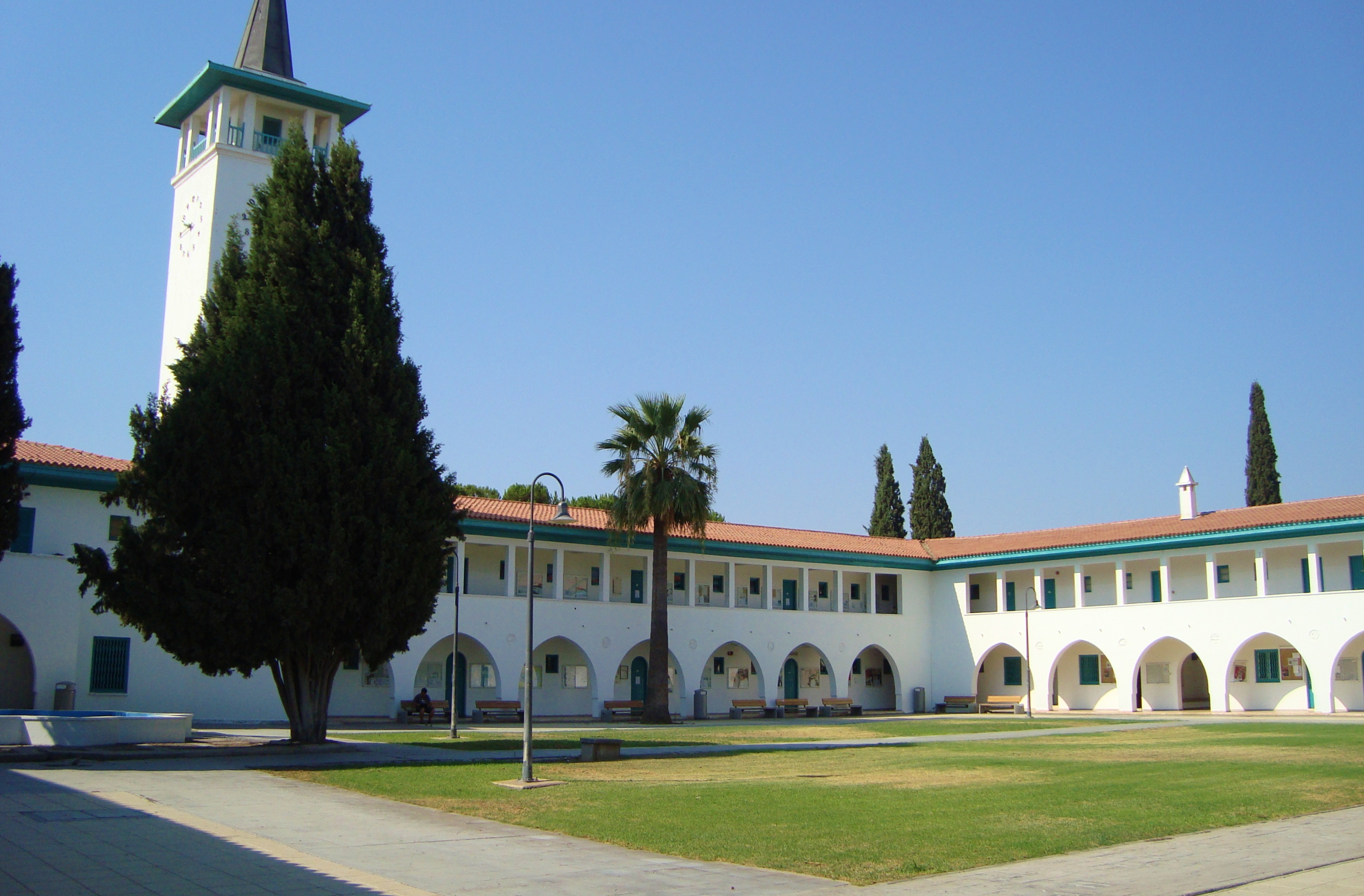
Кіпрський університет
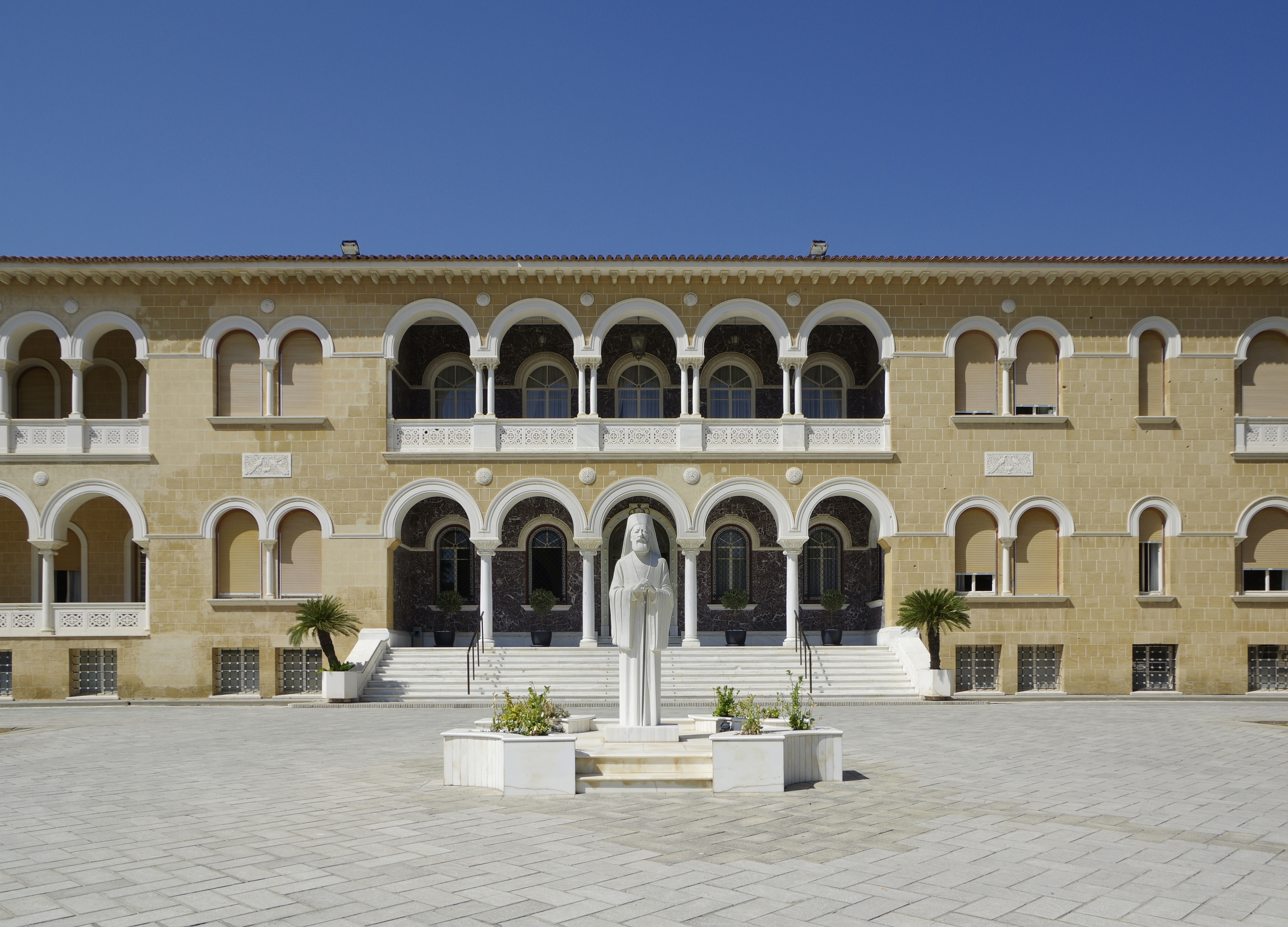
Палац архієпископа зі статуєю Макаріоса в Нікосії
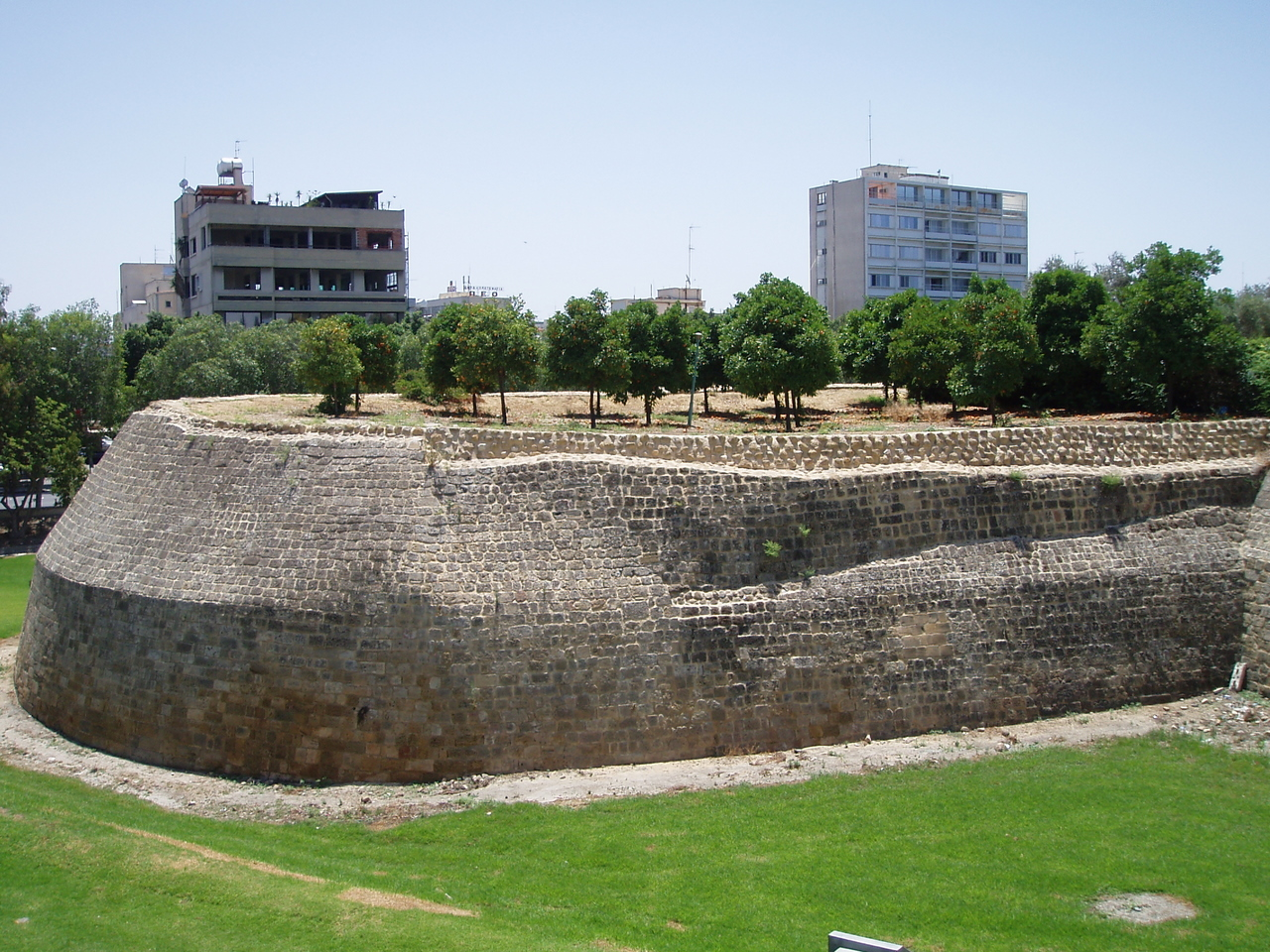
Стіна фортеці
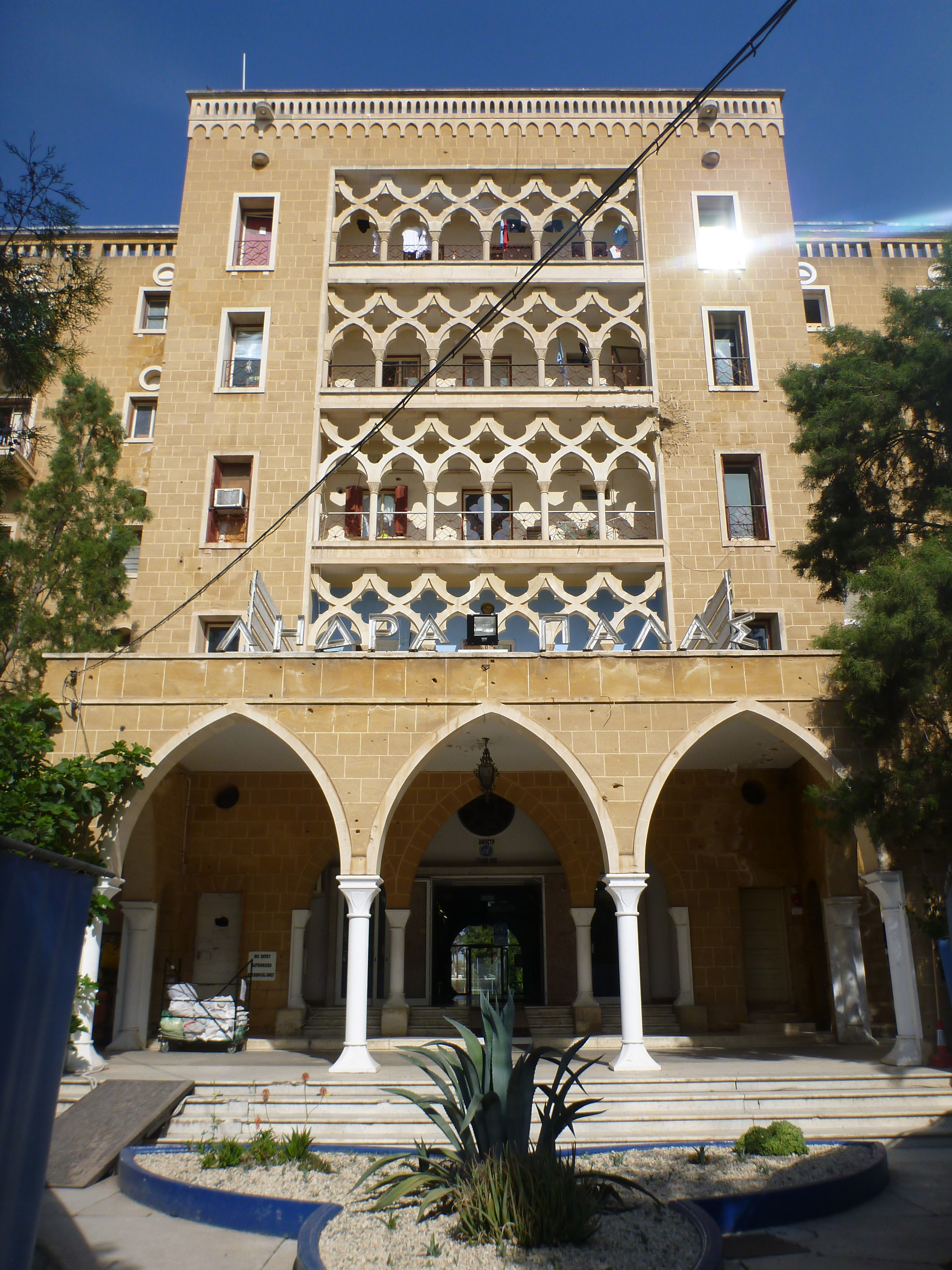
Готель «Ледра-Палас»

## Міста-побратими
- Шверін,  Німеччина (1974)
- Афіни,  Греція (1988)
- Одеса,  Україна (1996)
- Шираз,  Іран (1999)
- Бухарест,  Румунія (2004)
- Шанхай,  КНР (2004)